# Aleyrac
Aleyrac là một xã của tỉnh Drôme, thuộc vùng Auvergne-Rhône-Alpes, miền đông nam nước Pháp.

## Dân số
| Năm | 1911 | 1962 | 1968 | 1975 | 1982 | 1990 | 1999 | 2006 |
| --- | ---- | ---- | ---- | ---- | ---- | ---- | ---- | ---- |
| Dân số | 70   | 30   | 32   | 33   | 29   | 39   | 45   | 37   |
| From the year 1962 on: No double counting—residents of multiple communes (e.g. students and military personnel) are counted only once. |      |      |      |      |      |      |      |      |